# Legnica Piekary
Legnica Piekary – kolejowy przystanek osobowy w Legnicy, położony na linii kolejowej nr 137 z Legnicy do Katowic. Zatrzymują się na nim pociągi osobowe spółki Koleje Dolnośląskie.
Nazwa przystanku, powstałego w 1986 r. pochodzi od osiedla Piekary, które od zachodu zamyka tor linii nr 137. Mimo tego, funkcjonalnie, ze względu na lokalizację wejść na stację od strony zachodniej, stacja położona jest na osiedlu Mikołaja Kopernika.
Budynek stacyjny od kilkunastu lat nie jest wykorzystywany zgodnie z przeznaczeniem (adaptacja na lokal gastronomiczny oraz warsztat/sklep). Jedynymi obiektami infrastruktury pasażerskiej są niewielka murowana wiata oraz zejście dla pieszych na perony z oddanego do użytku w 1994 r. wiaduktu drogowego, łączącego osiedla Kopernik i Piekary.
Przystanek stanowi obecnie ostatni zelektryfikowany punkt linii na odcinku dolnośląskim.

## Ruch pasażerski
| Rok  | Wymiana pasażerska na dobę |
| ---- | -------------------------- |
| 2017 | 20-49                      |
| 2022 | 50-99                      |
| 2023 | 50-99                      |

## Połączenia
- Dzierżoniów Śląski (KD)
- Jaworzyna Śląska (KD)
- Kłodzko Miasto (KD)
- Legnica (KD)
- Kudowa-Zdrój (KD)

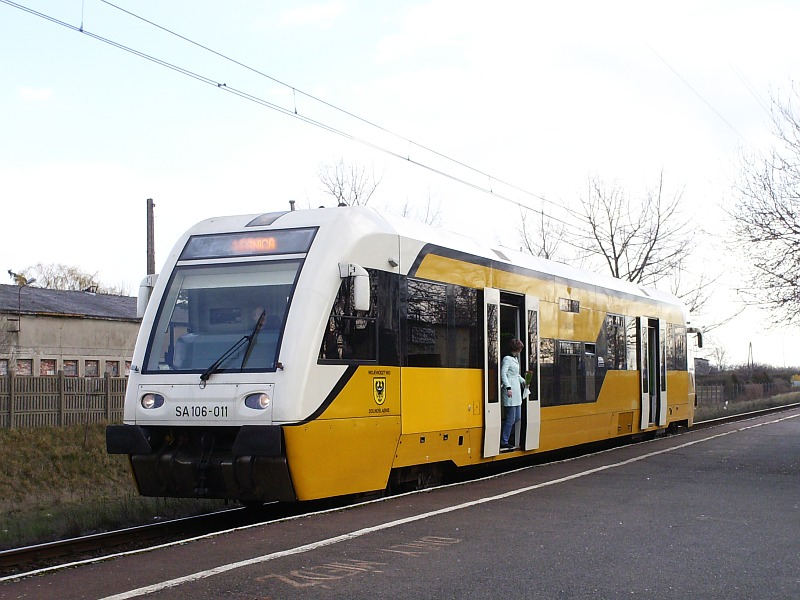
Szynobus SA106-011 na przystanku osobowym Legnica Piekary

Uwaga – wymieniono jedynie stacje docelowe.
W nawiasach skróty nazw przewoźników obsługujących poszczególne połączenia.